# Dorothy Day
Dorothy Day, född 8 november 1897 i Brooklyn i New York, död 29 november 1980 på Manhattan i New York, var en amerikansk journalist, politisk aktivist och hängiven katolsk konvertit. Hon förespråkade den katolska ekonomiska teorin om distributism, kallades anarkist och tvekade inte att själv använda sig av termen.
På 1930-talet startade hon tillsammans med aktivisten Peter Maurin Catholic Worker-rörelsen, en pacifistisk rörelse som kombinerar direkt stöd för fattiga, hemlösa och andra utsatta grupper genom icke-våldsmetoder som till exempel civil olydnad.

## Biografi
Dorothy Day föddes i Brooklyn i New York, den 8 november 1897. Hon var det tredje av fem barn till John och Grace Day. Hennes far var en journalist som gick från jobb till jobb, så familjen flyttade mellan stadsdelar i New York och sedan vidare till andra städer. 1903 flyttade familjen till San Francisco och därefter till Chicago. 1916 återvände familjen till New York där Day började skriva artiklar för socialistiska tidningar och flyttade till en lägenhet på Lower East Side.
Den 4 mars 1926 föddes Tamar Teresa, dotter till Dorothy Day och Forster Batterham. Efter det började Day intressera sig för katolicismen. Hon döpte Tamar i juli 1927 och blev själv döpt den 28 december 1927. Day har skrivit om sin konvertering till katolicismen i självbiografin The Long Loneliness från 1952.
Day var hela sitt liv en aktiv journalist och skrev om sin sociala aktivism. Hon var med och grundade tidningen Catholic Worker 1933 och var dess redaktör från 1933 till hennes död 1980. 
1917 fängslades hon när hon deltog i suffragetten Alice Pauls ickevåldsgrupp Silent Sentinels. Day gjorde flera civil olydnadsaktioner, vilket ledde till att hon arresterades 1955, 1957 och 1973 vid 75 års ålder.

## Eftermäle
Under decennierna efter hennes död har Dorothy Days inflytande varit fortsatt starkt. Flera antologier med hennes texter har publicerats och ett antal böcker har skrivits om henne. Catholic Worker-rörelsen blomstrar och tidningen The Catholic Worker trycks fortfarande.
När påven Franciskus talade till USA:s kongress i september 2015 fokuserade han mycket av sitt tal på fyra amerikaner som han tyckte var särskilt inspirerande: Abraham Lincoln, Martin Luther King, Dorothy Day och Thomas Merton. 
En rörelse för att få Dorothy Day helgonförklarad i den katolska kyrkan började på 1990-talet. Vissa medlemmar i Catholic Worker-rörelsen har motsatt sig helgonförklaringen med argumentet att Day själv skulle ha ogillat det.

## Bibliografi

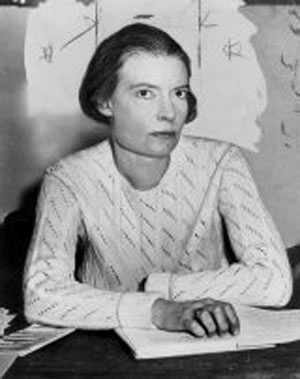
Dorothy Day vid sitt skrivbord 1934.